# Élections législatives de 1988 dans la Haute-Garonne
Les élections législatives françaises de 1988 se déroulent les 5 et 12 juin 1988. Dans le département de la Haute-Garonne, huit députés sont à élire dans le cadre de huit circonscriptions.

## Élus
| Circonscription | Député sortant        | Parti                 | Parti                 | Député élu ou réélu   | Parti | Parti     |
| --------------- | --------------------- | --------------------- | --------------------- | --------------------- | ----- | --------- |
| 1re             | Scrutin proportionnel | Scrutin proportionnel | Scrutin proportionnel | Dominique Baudis      |       | UDF (CDS) |
| 2e              | Scrutin proportionnel | Scrutin proportionnel | Scrutin proportionnel | Gérard Bapt           |       | PS        |
| 3e              | Scrutin proportionnel | Scrutin proportionnel | Scrutin proportionnel | Claude Ducert         |       | PS        |
| 4e              | Scrutin proportionnel | Scrutin proportionnel | Scrutin proportionnel | Robert Loïdi          |       | PS        |
| 5e              | Scrutin proportionnel | Scrutin proportionnel | Scrutin proportionnel | Jacques Roger-Machart |       | PS        |
| 6e              | Scrutin proportionnel | Scrutin proportionnel | Scrutin proportionnel | Hélène Mignon         |       | PS        |
| 7e              | Scrutin proportionnel | Scrutin proportionnel | Scrutin proportionnel | Lionel Jospin         |       | PS        |
| 8e              | Scrutin proportionnel | Scrutin proportionnel | Scrutin proportionnel | Pierre Ortet          |       | PS        |

## Positionnement des partis
L'UDF et le RPR se présentent unis sous l'étiquette « Union du Rassemblement et du Centre » tandis que les candidats du Parti socialiste se rangent sous la bannière de la « Majorité présidentielle pour la France unie », slogan de la campagne présidentielle de François Mitterrand.

## Résultats

### Résultats à l'échelle du département
| Parti          | Parti                               | Premier tour | Premier tour | Second tour | Second tour | Sièges |
| Parti          | Parti                               | Voix         | %            | Voix        | %           | Sièges |
| -------------- | ----------------------------------- | ------------ | ------------ | ----------- | ----------- | ------ |
|                | Parti socialiste                    | 190 258      | 48,63        | 103 849     | 55,53       | 7      |
|                | Divers gauche                       | 117          | 0,03         |             |             | 0      |
|                | La France Unie                      | 190 375      | 48,66        | 103 849     | 55,53       | 7      |
|                |                                     |              |              |             |             |        |
|                | Union pour la démocratie française  | 67 745       | 17,32        | 41 868      | 22,39       | 1      |
|                | Rassemblement pour la République    | 54 042       | 13,81        | 25 713      | 13,75       | 0      |
|                | Divers droite                       | 12 835       | 3,28         | 15 574      | 8,33        | 0      |
|                | Union du Rassemblement et du Centre | 134 622      | 34,41        | 83 155      | 44,47       | 1      |
|                |                                     |              |              |             |             |        |
|                | Front national                      | 32 833       | 8,39         |             |             | 0      |
|                | Parti communiste français           | 29 345       | 7,50         | 0           |             |        |
|                | Extrême gauche dont LCR             | 2 213        | 0,57         | 0           |             |        |
|                | Extrême droite dont POE             | 1 511        | 0,39         | 0           |             |        |
|                | Divers                              | 297          | 0,08         | 0           |             |        |
|                |                                     |              |              |             |             |        |
| Inscrits       | Inscrits                            | 588 511      | 100,00       | 272 051     | 100,00      | 8      |
| Abstentions    | Abstentions                         | 189 889      | 32,27        | 81 049      | 29,79       |        |
| Votants        | Votants                             | 398 622      | 67,73        | 191 002     | 70,21       |        |
| Blancs et nuls | Blancs et nuls                      | 7 426        | 1,86         | 3 998       | 2,09        |        |
| Exprimés       | Exprimés                            | 391 196      | 98,14        | 187 004     | 97,91       |        |

### Résultats par circonscription

#### Première circonscription (Toulouse-Centre)
|                | Dominique Baudis élu     | UDF (CDS) (URC) | 18 735 | 50,43  |  |  |  |
|                | Marie-Claude Morin       | PS              | 12 369 | 33,3   |  |  |  |
|                | André Cathala-Delmas     | FN              | 2 730  | 7,35   |  |  |  |
|                | Sylviane Ainardi         | PCF             | 2 275  | 6,12   |  |  |  |
|                | Colette Levade           | LCR             | 465    | 1,25   |  |  |  |
|                | Christian Dancale        | Divers droite   | 298    | 0,8    |  |  |  |
|                | Alain Pihouée            | Divers gauche   | 117    | 0,31   |  |  |  |
|                | Bernard Durand           | Extrême gauche  | 99     | 0,27   |  |  |  |
|                | Marie-Élisabeth Lavernhe | POE             | 55     | 0,15   |  |  |  |
|                | Jean-Jacques Gauci       | Extrême droite  | 4      | 0,01   |  |  |  |
|                |                          |                 |        |        |  |  |  |
| Inscrits       | Inscrits                 | Inscrits        | 62 132 | 100,00 |  |  |  |
| Abstentions    | Abstentions              | Abstentions     | 24 605 | 39,6   |  |  |  |
| Votants        | Votants                  | Votants         | 37 527 | 60,4   |  |  |  |
| Blancs et nuls | Blancs et nuls           | Blancs et nuls  | 380    | 1,01   |  |  |  |
| Exprimés       | Exprimés                 | Exprimés        | 37 147 | 98,99  |  |  |  |

#### Deuxième circonscription (Toulouse - Villemur)
| Candidat                      | Candidat                  | Parti          | Premier tour | Premier tour | Second tour | Second tour |  |
| Candidat                      | Candidat                  | Parti          | Voix         | %            | Voix        | %           |  |
| ----------------------------- | ------------------------- | -------------- | ------------ | ------------ | ----------- | ----------- |  |
|                               | Gérard Bapt sortant réélu | PS             | 25 686       | 47,48        | 31 538      | 55,09       |  |
|                               | Jean-Paul Séguéla sortant | RPR (URC)      | 20 131       | 37,21        | 25 713      | 44,91       |  |
|                               | Pierre Ponthieu           | FN             | 4 637        | 8,57         |             |             |  |
|                               | Charles Marziani          | PCF            | 3 644        | 6,74         |             |             |  |
|                               |                           |                |              |              |             |             |  |
| Inscrits                      | Inscrits                  | Inscrits       | 80 502       | 100,00       | 80 494      | 100,00      |  |
| Abstentions                   | Abstentions               | Abstentions    | 25 422       | 31,58        | 21 979      | 27,31       |  |
| Votants                       | Votants                   | Votants        | 55 080       | 68,42        | 58 515      | 72,69       |  |
| Blancs et nuls                | Blancs et nuls            | Blancs et nuls | 982          | 1,78         | 1 264       | 2,16        |  |
| Exprimés                      | Exprimés                  | Exprimés       | 54 098       | 98,22        | 57 251      | 97,84       |  |
| Source : Data.gouv et CEVIPOF |                           |                |              |              |             |             |  |

#### Troisième circonscription (Toulouse - Castanet)
| Candidat       | Candidat              | Parti           | Premier tour | Premier tour | Second tour | Second tour |  |
| Candidat       | Candidat              | Parti           | Voix         | %            | Voix        | %           |  |
| -------------- | --------------------- | --------------- | ------------ | ------------ | ----------- | ----------- |  |
|                | Claude Ducert élu     | PS              | 19 309       | 44,57        | 25 110      | 54,57       |  |
|                | Françoise de Veyrinas | UDF (CDS) (URC) | 16 493       | 38,07        | 20 901      | 45,43       |  |
|                | Serge Laroze          | FN              | 3 402        | 7,85         |             |             |  |
|                | Jean Zanesco          | PCF             | 2 658        | 6,14         |             |             |  |
|                | Henri Farreny         | Extrême gauche  | 1 461        | 3,37         |             |             |  |
|                |                       |                 |              |              |             |             |  |
| Inscrits       | Inscrits              | Inscrits        | 64 929       | 100,00       | 64 928      | 100,00      |  |
| Abstentions    | Abstentions           | Abstentions     | 21 024       | 32,38        | 18 036      | 27,78       |  |
| Votants        | Votants               | Votants         | 43 905       | 67,62        | 46 892      | 72,22       |  |
| Blancs et nuls | Blancs et nuls        | Blancs et nuls  | 582          | 1,33         | 881         | 1,88        |  |
| Exprimés       | Exprimés              | Exprimés        | 43 323       | 98,67        | 46 011      | 98,12       |  |

#### Quatrième circonscription (Toulouse-Sud)
| Candidat                      | Candidat             | Parti               | Premier tour | Premier tour | Second tour | Second tour |  |
| Candidat                      | Candidat             | Parti               | Voix         | %            | Voix        | %           |  |
| ----------------------------- | -------------------- | ------------------- | ------------ | ------------ | ----------- | ----------- |  |
|                               | Jean Diebold sortant | Divers droite (URC) | 12 537       | 41,54        | 15 574      | 48,58       |  |
|                               | Robert Loïdi élu     | PS                  | 12 057       | 39,95        | 16 482      | 51,42       |  |
|                               | Alain Sorbara        | FN                  | 2 752        | 9,12         |             |             |  |
|                               | René Piquet          | PCF                 | 2 644        | 8,76         |             |             |  |
|                               | Sylvia Mailleux      | Extrême gauche      | 188          | 0,62         |             |             |  |
|                               |                      |                     |              |              |             |             |  |
| Inscrits                      | Inscrits             | Inscrits            | 51 295       | 100,00       | 51 290      | 100,00      |  |
| Abstentions                   | Abstentions          | Abstentions         | 20 748       | 40,45        | 18 739      | 36,54       |  |
| Votants                       | Votants              | Votants             | 30 547       | 59,55        | 32 551      | 63,46       |  |
| Blancs et nuls                | Blancs et nuls       | Blancs et nuls      | 369          | 1,21         | 495         | 1,52        |  |
| Exprimés                      | Exprimés             | Exprimés            | 30 178       | 98,79        | 32 056      | 98,48       |  |
| Source : Data.gouv et CEVIPOF |                      |                     |              |              |             |             |  |

#### Cinquième circonscription (Toulouse - Fronton)
|                | Jacques Roger-Machart sortant réélu | PS             | 32 881 | 53,65  |  |  |  |
|                | Jacques de Cruzel                   | RPR (URC)      | 17 524 | 28,59  |  |  |  |
|                | Hugues Sondag                       | FN             | 5 559  | 9,07   |  |  |  |
|                | Paulette Delbecque                  | PCF            | 5 326  | 8,69   |  |  |  |
|                |                                     |                |        |        |  |  |  |
| Inscrits       | Inscrits                            | Inscrits       | 90 076 | 100,00 |  |  |  |
| Abstentions    | Abstentions                         | Abstentions    | 27 192 | 30,19  |  |  |  |
| Votants        | Votants                             | Votants        | 62 884 | 69,81  |  |  |  |
| Blancs et nuls | Blancs et nuls                      | Blancs et nuls | 1 594  | 2,53   |  |  |  |
| Exprimés       | Exprimés                            | Exprimés       | 61 290 | 97,47  |  |  |  |

#### Sixième circonscription (Muret)
| Candidat       | Candidat           | Parti          | Premier tour | Premier tour | Second tour | Second tour |  |
| Candidat       | Candidat           | Parti          | Voix         | %            | Voix        | %           |  |
| -------------- | ------------------ | -------------- | ------------ | ------------ | ----------- | ----------- |  |
|                | Hélène Mignon élue | PS             | 23 797       | 48,09        | 30 719      | 59,43       |  |
|                | Serge Didier       | UDF (PR) (URC) | 14 599       | 29,5         | 20 967      | 40,57       |  |
|                | Gilbert Melac      | FN             | 5 270        | 10,65        |             |             |  |
|                | Jean Navals        | PCF            | 4 067        | 8,22         |             |             |  |
|                | Jacques Belhomme   | Extrême droite | 1 507        | 3,05         |             |             |  |
|                | Arnaud Messean     | POE            | 242          | 0,49         |             |             |  |
|                |                    |                |              |              |             |             |  |
| Inscrits       | Inscrits           | Inscrits       | 75 341       | 100,00       | 75 339      | 100,00      |  |
| Abstentions    | Abstentions        | Abstentions    | 24 905       | 33,06        | 22 295      | 29,59       |  |
| Votants        | Votants            | Votants        | 50 436       | 66,94        | 53 044      | 70,41       |  |
| Blancs et nuls | Blancs et nuls     | Blancs et nuls | 954          | 1,89         | 1 358       | 2,56        |  |
| Exprimés       | Exprimés           | Exprimés       | 49 482       | 98,11        | 51 686      | 97,44       |  |

#### Septième circonscription (Auterive)
|                | Lionel Jospin élu  | PS             | 34 774 | 56,76  |  |  |  |  |  |  |  |  |  |  |  |  |
|                | Michel Aujoulat    | RPR (URC)      | 16 387 | 26,75  |  |  |  |  |  |  |  |  |  |  |  |  |
|                | Catherine Ricalens | FN             | 5 446  | 8,89   |  |  |  |  |  |  |  |  |  |  |  |  |
|                | Michel Veyssière   | PCF            | 4 661  | 7,61   |  |  |  |  |  |  |  |  |  |  |  |  |
|                |                    |                |        |        |  |  |  |  |  |  |  |  |  |  |  |  |
| Inscrits       | Inscrits           | Inscrits       | 85 529 | 100,00 |  |  |  |  |  |  |  |  |  |  |  |  |
| Abstentions    | Abstentions        | Abstentions    | 22 829 | 26,69  |  |  |  |  |  |  |  |  |  |  |  |  |
| Votants        | Votants            | Votants        | 62 700 | 73,31  |  |  |  |  |  |  |  |  |  |  |  |  |
| Blancs et nuls | Blancs et nuls     | Blancs et nuls | 1 432  | 2,28   |  |  |  |  |  |  |  |  |  |  |  |  |
| Exprimés       | Exprimés           | Exprimés       | 61 268 | 97,72  |  |  |  |  |  |  |  |  |  |  |  |  |

#### Huitième circonscription (Saint-Gaudens)
|                               | Pierre Ortet sortant réélu | PS              | 29 385 | 54,01  |  |  |  |
|                               | Pierre Montastruc          | UDF (Rad) (URC) | 17 918 | 32,93  |  |  |  |
|                               | André Marquerie            | PCF             | 4 070  | 7,48   |  |  |  |
|                               | Yves Dahot                 | FN              | 3 037  | 5,58   |  |  |  |
|                               |                            |                 |        |        |  |  |  |
| Inscrits                      | Inscrits                   | Inscrits        | 78 707 | 100,00 |  |  |  |
| Abstentions                   | Abstentions                | Abstentions     | 23 164 | 29,43  |  |  |  |
| Votants                       | Votants                    | Votants         | 55 543 | 70,57  |  |  |  |
| Blancs et nuls                | Blancs et nuls             | Blancs et nuls  | 1 133  | 2,04   |  |  |  |
| Exprimés                      | Exprimés                   | Exprimés        | 54 410 | 97,96  |  |  |  |
| Source : Data.gouv et CEVIPOF |                            |                 |        |        |  |  |  |